# Harrison Dillard
William Harrison Dillard (Cleveland, Ohio, 8 de julio de 1923-ibídem, 15 de noviembre de 2019) fue un atleta estadounidense especialista en pruebas de velocidad y vallas, y ganador de cuatro medallas de oro olímpicas entre los Juegos de Londres 1948 y Helsinki 1952. Es el único atleta en la historia que ha sido campeón olímpico de 100 metros lisos y 110 metros vallas.

## Carrera deportiva
En su adolescencia era un gran admirador de su compatriota Jesse Owens, ganador de cuatro medallas de oro en Berlín 1936, que también había nacido en Cleveland y además había acudido a la misma escuela secundaria que él, la East Tech High School. Dillard sirvió en el ejército durante la Segunda Guerra Mundial, y luego regresó a la Universidad. 
Destacaba principalmente en las pruebas de vallas, y fue probablemente el mejor vallista del mundo en la época de postguerra. En 1946 y 1947 se proclamó campeón de Estados Unidos en los 110 metros vallas. Sin embargo, en las pruebas de clasificación de su país para los Juegos Olímpicos de Londres 1948 sufrió una caída y acabó 6ª en esta prueba, por lo que no pudo clasificarse ya que solo iban a los Juegos los tres primeros. En cambio sí lo hizo en la prueba de 100 metros lisos, pese a no ser su especialidad, como tercer integrante del equipo.
Ya en los Juegos de Londres, la final de los 100 metros lisos fue una de las más apretadas que se recuerdan, con Dillard y su compatriota Norwood "Barney" Ewell llegando casi igualados a la meta. La foto finish determinó que Dillard había sido el ganador igualando el récord olímpico con 10,3.
Su segunda medalla de oro llegó en la prueba de relevos 4 x 100 metros, donde los estadounidenses ganaron con 40,6. El cuarteto lo formaban por este orden Norwood "Barney" Ewell, Lorenzo Wright, Harrison Dillard y Mel Patton.
Tras permanecer algunos años alejado del atletismo, regresó en 1952 con la mirada puesta en los Juegos Olímpicos de Helsinki. Esta vez sí logró su clasificación para competir en los 110 metros vallas, y lograría también la medalla de oro en los Juegos.
Al igual que en 1948, ganó otra medalla con el equipo estadounidense de relevos 4 x 100 metros. Esta vez el equipo lo formaban Dean Smith, Harrison Dillard, Lindy Remigino y Andy Stanfield.
Cuatro años más tarde Dillard intentó clasificarse para ir a los Juegos Olímpicos de Melbourne 1956 pero no lo consiguió. Tras su retirada definitiva de las pistas trabajó como relaciones públicas para el equipo Cleveland Indians, de la liga nacional de béisbol. También presentó un programa de radio en la emisora WWGK de Cleveland.
En 1974 fue incluido en el Salón de Fama del atletismo estadounidense.